# Seluš
Seluš (mađ. Vértesszőlős) je selo na sjeveru zapadne polovine Mađarske, sjeverno od zaštićenog krajolika Gerečea. Seluški je hrvatski toponim zabilježio Živko Mandić u podunavskom selu Andzabegu.

## Upravna organizacija
Upravno pripada tatabányskoj mikroregiji u Komoransko-ostrogonskoj županiji. Poštanski je broj 2837. U selu djeluje slovačka manjinska samouprava.

## Stanovništvo
U Selušu je prema popisu 2001. živjelo 2753 Selušana i Selušanka, većinom Mađara, 7,8% Slovaka, 1,5% Nijemaca, nešto Slovenaca, Poljaka, Rusina i Ukrajinaca.

## Vanjske poveznice
- Službene stranice